# زاك لي (لاعب كرة قدم أمريكية)
زاك لي (بالإنجليزية: Zac Lee)‏ هو لاعب كرة قدم أمريكية أمريكي، ولد في 26 أبريل 1987.

## وصلات خارجية
- زاك لي على موقع JustSportsStats.com (الإنجليزية)